# 近代オリンピック
近代オリンピック（、仏: Jeux olympiques modernes、英: modern Olympic Games）は、古代ギリシアのオリンピックを起源としてそれを19世紀に復興させたもので、平和の祭典である。フランスの教育学者クーベルタン男爵の「スポーツによる青少年教育の振興と世界平和実現のために古代オリンピックを復興しよう」という呼びかけに応じて開催されるようになった、オリンピズム（オリンピック哲学）に基づき行われる祭典であり、オリンピズムを人々に広めるための祭典でもある。オリンピズムの目的は、平和な世界を実現し人間の尊厳を護るためには人類の調和的な成長が必要なので、そのためにスポーツを役立てることである。国際オリンピック委員会により開催され、一般的にオリンピック（英: Olympic Games、Olympics）と呼ばれる。日本語ではオリンピックシンボルにちなんで五輪（ごりん）とも呼ばれる。

## 概要
オリンピックの目的
スポーツが備えている力を活用し、良き手本となる教育的価値、普遍的・基本的・倫理的諸原則の尊重などを人々に広め、人々の生き方を高めるための祭典であり、それによって平和な世界や人間の尊厳が護られた世界が実現することを目的としており、オリンピズムに基づいて開催され、そのオリンピズムを人々に広めるための祭典である。近代オリンピックの最重要の目的は人間の生き方を高め人類の平和や人間の尊厳を実現することであり、スポーツはそれのための手段である。
クーベルタンによる提唱、開催の目的、目的を明記した憲章
フランスのピエール・ド・クーベルタンが、古代ギリシアの人々の行動に着目して着想した。古代ギリシャ人たちも普段は互いに憎みあい、戦争を行い、殺しあっていたのだが、ゼウス神の聖地であるオリンピアの地でゼウス神にささげる祭典が開催される間だけは、考え方を一変させ、戦争を一時的に停止し（休戦。オリンピックの期間の停戦を特にオリンピック休戦と言う）、一か所に集い、「美にして善なること」を重んじ、つまり身体的な美しさだけでなく各人の心も道徳的であることを重んじた。クーベルタンは古代ギリシアの人々のようにスポーツの持つ力を活用することを着想し、19世紀末のパリ大学ソルボンヌ大における会議で提唱し、それが決議されたのである。
近代オリンピックは、人々の道徳性を高め世界平和や人間の尊厳を実現するためにオリンピズムを広めることが最重要の目的で開催される祭典であるので、それを明記したオリンピック憲章が制定されており、関係者が常に守るべき国際オリンピック委員会倫理規程も定めてある。
開催周期
もともと近代オリンピックは夏季オリンピックと冬季オリンピックが同じ年に、4年ごとに行われており、このオリンピックによる4年間、4年ごとのピリオド（期間）はOlympiad オリンピアードと呼ばれている。1992年までは夏季と冬季が同じ年に行われていた（1992年バルセロナ夏季オリンピック、1992年アルベールビル冬季オリンピック）のであるが、IOCは1986年のローザンヌにおける総会で同じ年に開催するという点を変更することを決議し、その後も夏季オリンピックも冬季オリンピックもそれぞれ4年毎に開催されていることに変更は無いが、夏季オリンピックはオリンピアードの第一年に行い、冬季オリンピックはオリンピアードの第三年に行うようにされた。
夏季と冬季に大会があり、夏季オリンピック第1回は、1896年にアテネ（ギリシャ）で開催され、2度の世界大戦による中断を挟みながら継続されている。冬季オリンピックの第1回は、1924年にシャモニー・モンブラン（フランス）で開催された。
冬季オリンピックが始まった当初は夏季オリンピックの開催国の都市に優先的に開催権が与えられてきたが、降雪量の少ない国での開催に無理が生じることから1940年代前半に規約が改正され、同一開催の原則が廃止された（1928年アムステルダム大会時の際、オランダでは降雪量不足で雪山が無く、会場の確保困難であったことからこの年の冬季大会はサンモリッツ（スイス）で開催された）。
大会の公用語は、第一公用語がフランス語（近代オリンピック開催を提唱したピエール・ド・クーベルタンの母語がフランス語であった事に因む）、第二公用語が英語である。フランス語版と英語版の規定に相違がある場合はフランス語を優先する、としていることでフランス語を第1公用語とする事を明らかにしている。現在は、開催地の公用語のリストにフランス語も英語も含まれていない場合は、開閉会式等では開催地の公用語を第三の言語として加える場合がある。
1988年ソウル大会以降、パラリンピックとの連動が強化され、オリンピック終了後、同一国での開催がおこなわれている。
夏季オリンピックは開催されなかった場合も回数としてカウントされるが、冬季オリンピックは開催されなかった場合は回数としてカウントされない。
なお、夏季大会において第1回大会から全て参加しているのは、ギリシャ・イギリス・フランス・スイス・オーストラリアの5か国のみである。ギリシャによる開催は、1896年と2004年が正規のものとされている。第1回大会の十年後、1906年アテネ中間大会が唯一、例外的に開催され、開催事実も記録も公式に認めてメダル授与も行っている。しかし、4年に1度のサイクルから外れた開催であったため、後にこれはキャンセルとされ現在では正規の開催数に計上されておらず優勝者もメダリスト名簿から外され登録されてはいない。

## 歴史

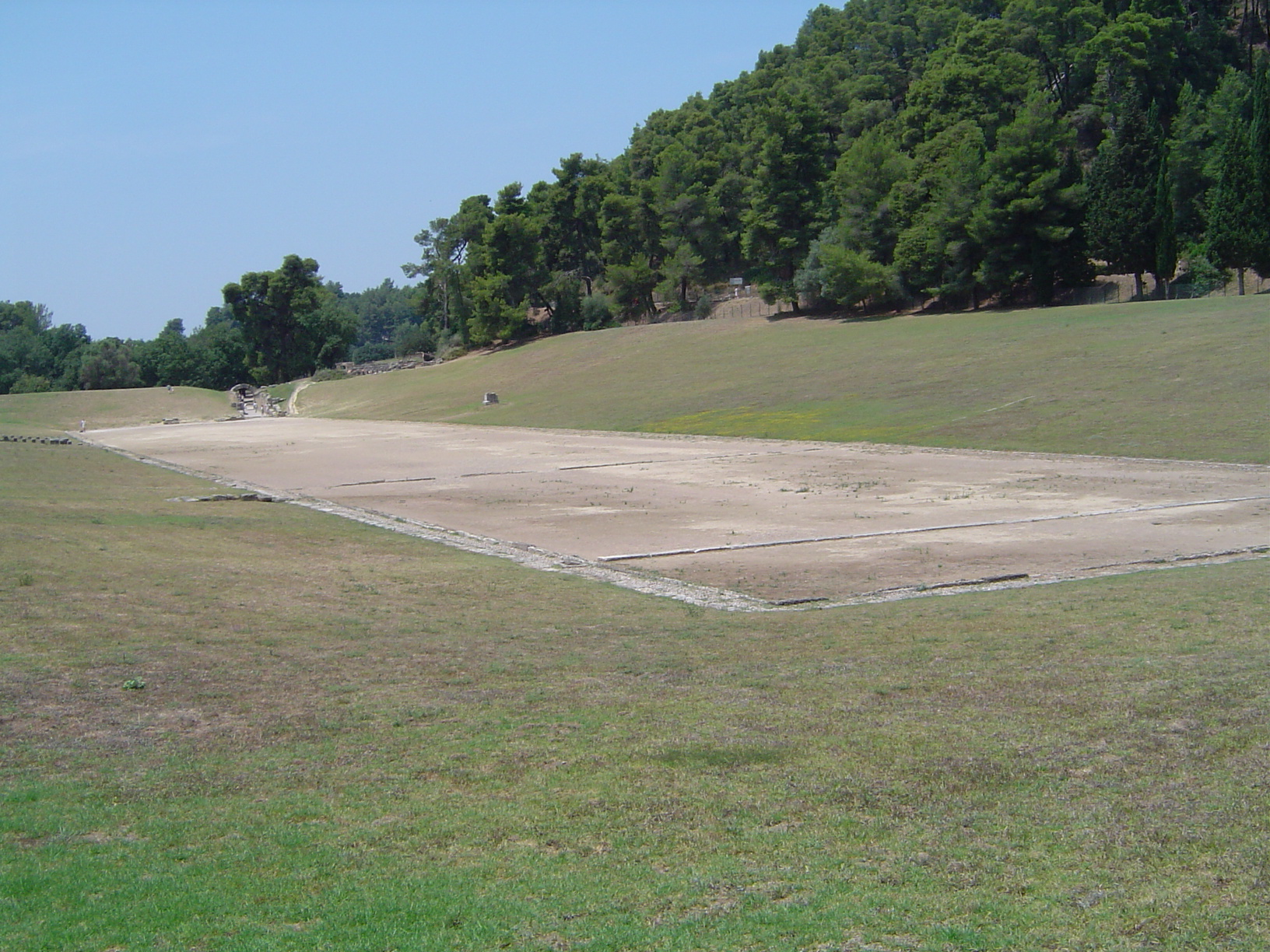
オリンポスの古代競技場

各期毎の概略は、以下を参照。

### 黎明期

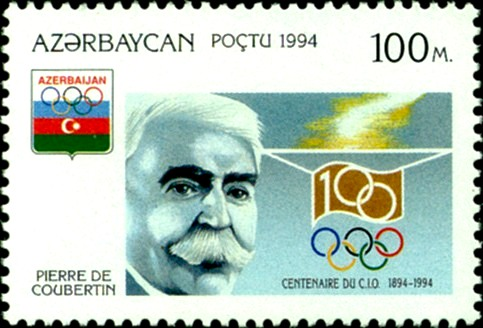
クーベルタンを描いた切手（1994年、アゼルバイジャン）。

1896年、クーベルタンの提唱により、第1回オリンピックをギリシャ王国のアテネで開催することになった。資金集めに苦労し、会期も10日間と短かったが、バルカン半島の小国の一つという国際的地位をいっそう向上させたいというギリシャ王国の協力もあり大成功に終わった。しかし、1900年のパリ大会、1904年のセントルイス大会は同時期に開催された万国博覧会の附属大会に成り下がってしまい、賞金つきの競技（1900年）、キセルマラソンの発覚（1904年）など大会運営にも不手際が目立った。1908年のロンドン大会、1912年のストックホルム大会から本来のオリンピック大会としての体制が整いだした。1908年のロンドン大会ではフルマラソンの走行距離は42.195kmであったがこれが1924年パリ大会以降固定され採用されている。この時期には古代オリンピックに倣いスポーツ部門と芸術部門のふたつ競技会が開催されており、クーベルタン自身は1900年パリ大会において芸術部門で金メダルを獲得している。

### 発展期

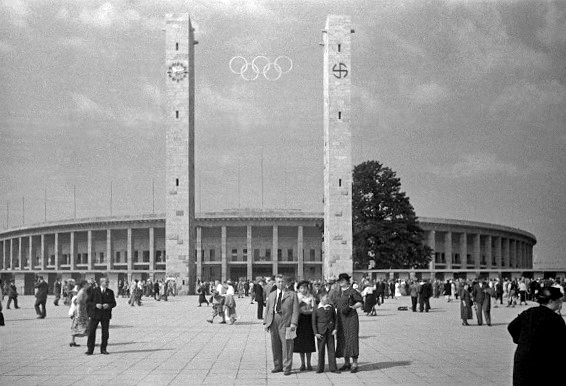
ベルリンオリンピック時のベルリン・オリンピアシュタディオン。右側の柱にはナチス・ドイツのハーケンクロイツが描かれている。

第一次世界大戦で1916年のベルリン大会は開催中止となったが、1920年のアントワープ大会から再開され初めてオリンピック旗が会場で披露された。この時期は、選手村・マイクロフォン（1924年）、冬季大会の開催（1924年）、16日前後の開催期間（1928年）、聖火リレー（1936年）など、現在の大会の基盤となる施策が採用された時期である。この時期からオリンピックは万博の添え物という扱いから国家の国力を比べる目安として国際社会から認知されるようになり「国を挙げてのメダル争い」が萌芽した。この様子は1924年のパリ大会を描いたイギリス映画『炎のランナー』に詳しい。開催国のほうもオリンピックを国際社会に国力を誇示する一大イベントだと認識するようになりオリンピックが盛大になり、それを国策に使おうとする指導者が現れ、1936年のベルリン大会では当時のナチス政権は巧みに国威発揚に利用した。聖火リレーやオリンピック記録映画の制作などの劇的な演出もこのとき始まった。その後、第二次世界大戦でオリンピックは2度も流会してしまうこととなる。

### 女性の参加
近代オリンピックで初めて女性の参加が認められた競技は、1900年の第2回パリ大会でのテニスとゴルフである。その後セントルイス大会ではアーチェリー、ロンドン大会ではアーチェリー・フィギュアスケート・テニス、ストックホルム大会ではダイビング・水泳・テニス、アントワープ大会ではダイビング・フィギュアスケート・水泳・テニスと変わったが、これらはいずれも大会を運営する中産階級の男性が許容できる「女性らしい」競技であった。クーベルタンは「体力の劣る女性の参加はオリンピックの品位を下げることにつながる。」と女性の男性的競技の参加に否定的だった。アリス・ミリアは1919年に女子の陸上競技の参加を国際オリンピック委員会に拒否されると、1921年に国際女子スポーツ連盟を組織し、1928年アムステルダムオリンピックで5種目ではあったが陸上競技が採用された。

### 拡大期
第二次世界大戦が終結し、1948年にロンドンでオリンピックが再開されたが、敗戦国の日本とドイツは招待されなかった。また1948年のロンドン大会から芸術部門が廃止され、スポーツ部門のみとなった。これによりオリンピックは「古代ギリシャの権威を身にまとった世界屈指の国際的なスポーツ競技大会」としての性格を確立することになった。1952年のヘルシンキ大会よりソビエト連邦が初めて参加し、オリンピックは名実と共に「世界の大会」と呼ばれ、同時に東西冷戦を象徴する場としてアメリカとソ連のメダル争いは話題となった。それに伴って二つの中国問題（中国と台湾）やドイツ問題（東ドイツと西ドイツ）などといった新たな問題点も浮かび上がってくることとなる。航空機の発達は、欧米に限られていたオリンピックの開催を世界各国で可能にした。1956年メルボルン大会（オーストラリア）は南半球初、1964年東京大会（日本）はアジア初の開催地として、大会が行われた。

### オリンピック冬の時代

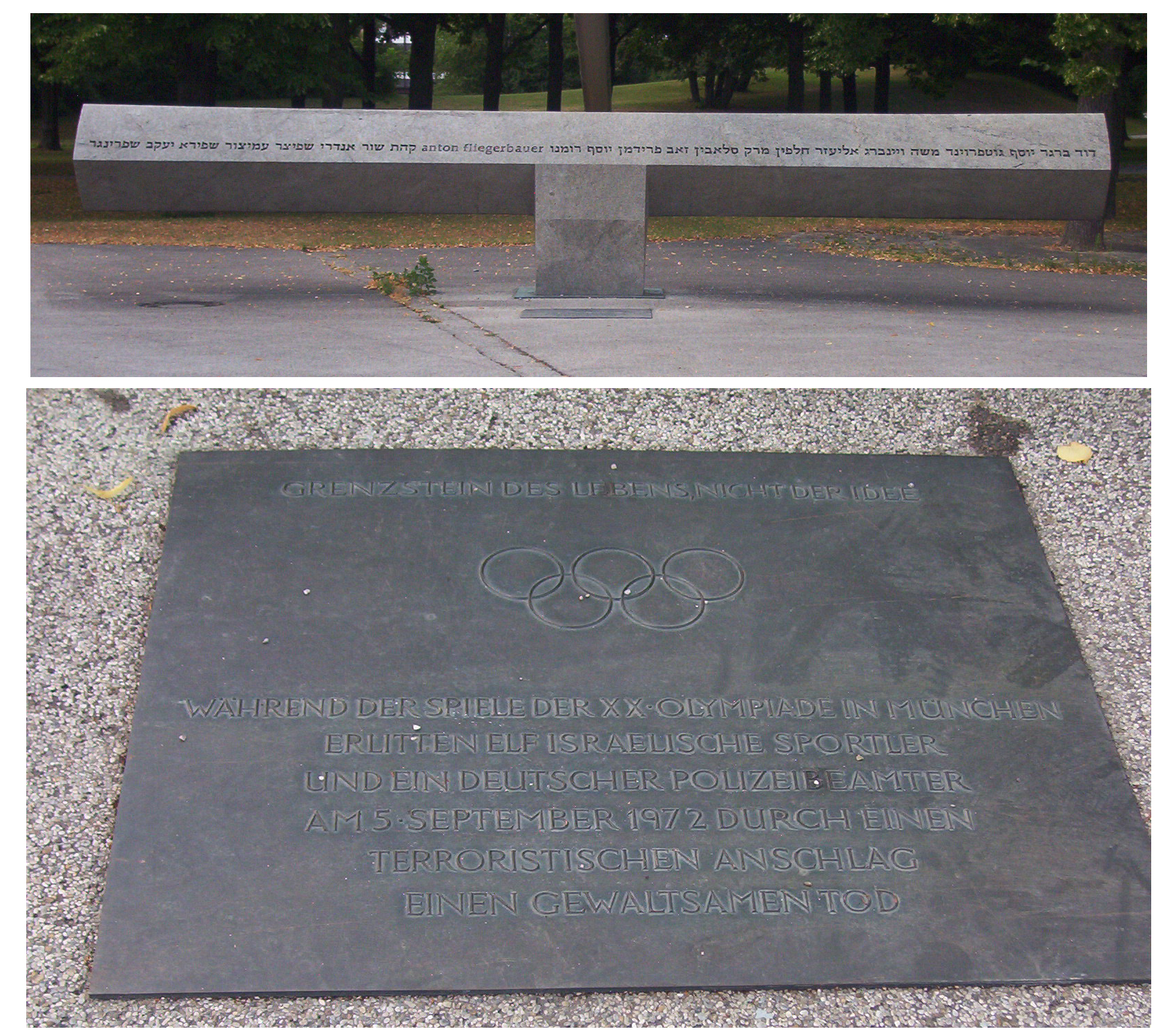
ミュンヘンオリンピック公園に設置された犠牲者の慰霊プレート。

オリンピックが世界的大イベントに成長するに従って政治に左右されるようになると、1968年のメキシコシティ大会では黒人差別を訴える場と化し、1972年のミュンヘン大会ではアラブのゲリラによるイスラエル選手に対するテロ事件まで起きた（ミュンヘンオリンピック事件）。1976年のモントリオール大会になると、ニュージーランドのラグビーチームの南アフリカ遠征に反対してアフリカの諸国22ヶ国がボイコットを行った。そして、1980年のモスクワ大会ではソ連のアフガニスタン侵攻に反発したアメリカ・西ドイツ・日本などの西側諸国が相次いでボイコットを行った。1984年ロサンゼルス大会ではソ連と東側諸国が報復ボイコットを行ない、参加したのはソ連と対立していた中国とルーマニアだけだった。中でも、イラン革命後のイラン・イスラム共和国はモスクワとロサンゼルス双方のオリンピックをボイコットしている。
オリンピックが巨大化するに従って財政負担の増大が大きな問題となり、1976年の夏季大会では大幅な赤字を出し、その後夏季・冬季とも立候補都市が1〜2都市だけという状態が続いた。

### 商業主義
1984年のロサンゼルス大会は画期的な大会で、大会組織委員長に就任したピーター・ユベロスの指揮のもとオリンピックをショービジネス化した。結果として2億1500万ドルの黒字を計上した。スポンサーを「一業種一社」に絞ることにより、スポンサー料を吊り上げ聖火リレー走者からも参加費を徴収することなどにより黒字化を達成したのである。その後「オリンピックは儲かる」との認識が広まり立候補都市が激増し、各国のオリンピック委員会とスポーツ業界の競技レベル・政治力・経済力などが問われる総力戦の様相を呈するようになり、誘致運動だけですら途方もない金銭が投入されるようになってゆく。
1989年12月のマルタ会談を以て冷戦が終結してからオリンピックへの冷戦の影響は減り、共産圏と旧共産圏のステート・アマも減ったがその反面ドーピングの問題や過度の招致合戦によるIOC委員に対する接待や賄賂など、オリンピックに内外で関与する人物・組織の倫理面にまつわる問題が度々表面化するようになった。招致活動や関連団体への政治家の参入も増えている。
北京大会（+約10億元）やロンドン大会（+約3000万ポンド）は、黒字となり商業的には成功した。
一方でIOC加盟、非加盟にかかわらず、ほとんどの国際競技連盟主催の大会で会場広告は許されておりパラリンピックでも許されるようになったが、オリンピックではかたくなに禁止されている。広告収入がないだけでなく、オリンピック開催時の会場常設広告費の補償や撤去費、復元費は開催都市の負担を増している。

### アマチュアリズムの崩壊とプロ化
アマチュアリズムの根底には「スポーツは貴族のもの」という階級主義があると考える人も多く存在していることが理由で世界に反階級主義が広がる中、アマチュアリズムはだんだんと軽んじられてきた。アマチュアリズムを徹底するとオリンピックは働かないでもスポーツに専念できる資産家ほど活躍できる状況になってしまうのであった。
一方で共産圏、旧共産圏の国や日本がスポーツアスリートを公務員として雇ったり、日本ではスポーツに専念している実質のプロ選手を国・自治体・公共団体・企業が雇うステートアマチュア、企業アマチュアが横行しアマチュアリズムを進めるにはステートアマチュア、企業アマチュアをやっていない国からの不満が抑えられない状況になっていた。
1974年ウィーンでのIOC総会においてオリンピック憲章からアマチュア条項が削除されプロ選手の参加は各競技の国際競技連盟に任されることになった。
そののち、IOC内での「オリンピックを最高の選手が集う場にしたい」という意志と商業主義の台頭もあり、プロ選手の参加は促された。

### アジェンダ2020
21世紀に入ってから、オリンピックの開催地は2008年が北京（中華人民共和国）、2016年が南米初のリオデジャネイロ（ブラジル）といったBRICS各国に広まる。一方で、開催国の負担する費用の高騰化が敬遠され、立候補都市数は1997年入札の2004年大会時の12都市をピークに漸減しており、2010年代からは2～3都市で推移している。2017年入札の2024年大会では立候補都市がパリとロサンゼルスのみに留まり、IOCはオリンピック憲章の規約（開催の7年前に開催都市を選定する）に反し、2017年に2024年大会の開催地をパリに、2028年大会の開催地をロサンゼルスに割り振る決定を下した。
オリンピックが再び1980年代以前の冬の時代に戻ることを回避するための改革として、トーマス・バッハ第9代会長を中心に40項目の改革案「オリンピック・アジェンダ2020」が発案され、2014年12月のIOC臨時総会で採択された。その一つに参加選手数を夏季大会では約1万500人に抑えるポリシーがある（競技数28の現行上限を撤廃して種目数は約310に）。1984年のロサンゼルスが6,829人（221種目）だったが、2008年の北京では10,942人（302種目）まで増大していた。他にも、開催候補地の負担を減らすことや、八百長防止と反ドーピング活動のための資金提供を行うことなどが、盛り込まれた。

## 開催都市

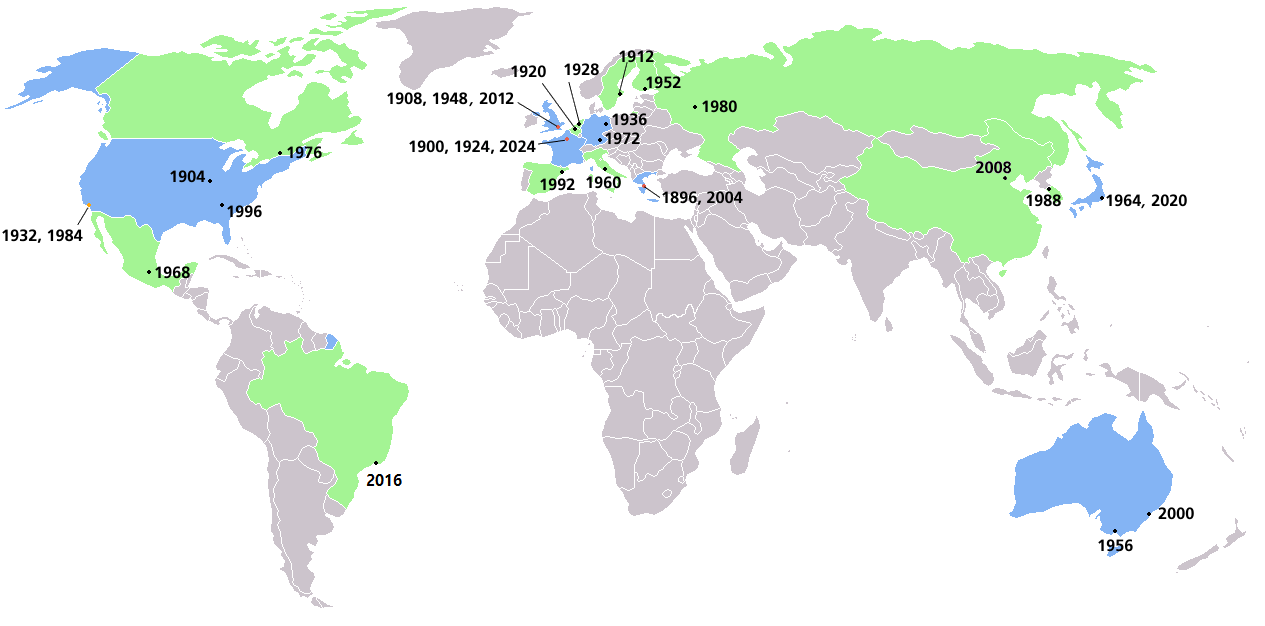
夏季大会の開催（予定）状況
都市（開催年、●は位置と回数：黒色は1回開催、橙色は2回開催、赤色は3回以上開催）但し、開催予定を含む。
国別（緑色は1回開催、青色は2回以上開催）。

冬季大会の開催状況
夏季の説明を参照のこと。

開催都市の多くが北半球の都市である。南半球では冬季大会の開催が1度もなく、夏季大会も1956年メルボルンオリンピック、2000年シドニーオリンピック、2016年リオデジャネイロオリンピックの3大会のみである（2032年にブリスベンオリンピックが開催される予定）。また、これまでアフリカや、東アジアを除くアジアで開催されたことはない。
開催を行うに際しては、各国・地域でオリンピックの開催を希望する自治体からの審査・ヒヤリングを各国・地域オリンピック委員会が行い、まずその国・地域内でのオリンピック開催候補地1箇所を選ぶ。その候補地を国際オリンピック委員会に推薦し正式に立候補を行い、国際オリンピック委員会総会において、委員会理事による投票で過半数を得ることが必要である。ただし投票の過半数を満たしていない場合、その回の投票における最下位の候補地を次の投票から除外する仕組みで繰り返し過半数が出るまで投票を繰り返す（最終的に2箇所になったところで決選投票となる）。

## シンボル

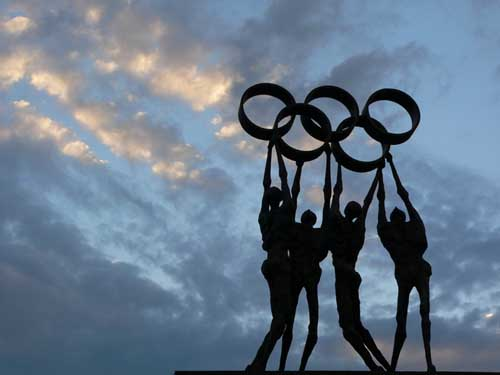
ローザンヌの本部前の記念碑。

### 大会一覧
| 年   | 夏 | 冬                    | 開催都市                                             | 開催当時の開催国              | 大州                  | 開会             | 閉会            | 注        |
| ---- | -- | --------------------- | ---------------------------------------------------- | ----------------------------- | --------------------- | ---------------- | --------------- | --------- |
| 1896 | 1  |                       | アテネ                                               | ギリシャ王国                  | ヨーロッパ            | 4月6日           | 4月15日         |           |
| 1900 | 2  | パリ                  | フランス                                             | 5月14日                       | ヨーロッパ            | 10月28日         |                 |           |
| 1904 | 3  | シカゴ → セントルイス | アメリカ合衆国                                       | 北アメリカ                    | 7月1日                | 11月23日         | [ 注 3 ]        |           |
| 1906 | 特 | アテネ                | ギリシャ王国                                         | ヨーロッパ                    | 4月22日               | 5月2日           | [ 注 4 ]        |           |
| 1908 | 4  | ローマ → ロンドン     | イタリア王国 → イギリス                              | ヨーロッパ                    | 4月27日               | 10月31日         | [ 注 5 ]        |           |
| 1912 | 5  | ストックホルム        | スウェーデン                                         | ヨーロッパ                    | 7月6日                | 7月22日          |                 |           |
| 1916 | 6  |                       | ベルリン                                             | ドイツ帝国                    | ヨーロッパ            | 中止             | 中止            | [ 注 6 ]  |
| 1920 | 7  |                       | アントワープ                                         | ベルギー                      | ヨーロッパ            | 8月14日          | 9月12日         | [ 注 7 ]  |
| 1924 |    | 1                     | シャモニー・モンブラン                               | フランス                      | ヨーロッパ            | 1月25日          | 2月5日          |           |
| 1924 | 8  |                       | パリ                                                 | フランス                      | ヨーロッパ            | 7月5日           | 7月27日         |           |
| 1928 |    | 2                     | サンモリッツ                                         | スイス                        | ヨーロッパ            | 2月11日          | 2月19日         |           |
| 1928 | 9  |                       | アムステルダム                                       | オランダ                      | ヨーロッパ            | 7月28日          | 8月12日         |           |
| 1932 |    | 3                     | レークプラシッド                                     | アメリカ合衆国                | 北アメリカ            | 2月4日           | 2月15日         |           |
| 1932 | 10 |                       | ロサンゼルス                                         | アメリカ合衆国                | 北アメリカ            | 7月30日          | 8月14日         |           |
| 1936 |    | 4                     | ガルミッシュ・パルテンキルヘン                       | ドイツ国                      | ヨーロッパ            | 2月6日           | 2月16日         |           |
| 1936 | 11 |                       | ベルリン                                             | ドイツ国                      | ヨーロッパ            | 8月1日           | 8月16日         |           |
| 1940 |    | 5                     | 札幌 → サンモリッツ → ガルミッシュ・パルテンキルヘン | 日本 → スイス → ドイツ国      | アジア → ヨーロッパ   | 中止             | 中止            | [ 注 8 ]  |
| 1940 | 12 |                       | 東京 → ヘルシンキ                                    | 日本 → フィンランド           | アジア → ヨーロッパ   | 中止             | 中止            | [ 注 8 ]  |
| 1944 |    | 5                     | コルチナ・ダンペッツオ                               | イタリア王国                  | ヨーロッパ            | 中止             | 中止            | [ 注 9 ]  |
| 1944 | 13 |                       | ロンドン                                             | イギリス                      | ヨーロッパ            | 中止             | 中止            | [ 注 9 ]  |
| 1948 |    | 5                     | サンモリッツ                                         | スイス                        | ヨーロッパ            | 1月30日          | 2月8日          |           |
| 1948 | 14 |                       | ロンドン                                             | イギリス                      | ヨーロッパ            | 7月29日          | 8月14日         |           |
| 1952 |    | 6                     | オスロ                                               | ノルウェー                    | ヨーロッパ            | 2月14日          | 2月25日         |           |
| 1952 | 15 |                       | ヘルシンキ                                           | フィンランド                  | ヨーロッパ            | 7月19日          | 8月3日          |           |
| 1956 |    | 7                     | コルチナ・ダンペッツオ                               | イタリア                      | ヨーロッパ            | 1月26日          | 2月5日          |           |
| 1956 | 16 |                       | メルボルン ストックホルム                            | オーストラリア · スウェーデン | オセアニア ヨーロッパ | 11月22日 6月10日 | 12月8日 6月17日 | [ 注 10 ] |
| 1960 |    | 8                     | スコーバレー                                         | アメリカ合衆国                | 北アメリカ            | 2月18日          | 2月28日         |           |
| 1960 | 17 |                       | ローマ                                               | イタリア                      | ヨーロッパ            | 8月25日          | 9月11日         |           |
| 1964 |    | 9                     | インスブルック                                       | オーストリア                  | ヨーロッパ            | 1月29日          | 2月9日          |           |
| 1964 | 18 |                       | 東京                                                 | 日本                          | アジア                | 10月10日         | 10月24日        |           |
| 1968 |    | 10                    | グルノーブル                                         | フランス                      | ヨーロッパ            | 2月6日           | 2月18日         |           |
| 1968 | 19 |                       | メキシコシティー                                     | メキシコ                      | 北アメリカ            | 10月12日         | 10月27日        |           |
| 1972 |    | 11                    | 札幌                                                 | 日本                          | アジア                | 2月3日           | 2月13日         |           |
| 1972 | 20 |                       | ミュンヘン                                           | 西ドイツ                      | ヨーロッパ            | 8月26日          | 9月11日         |           |
| 1976 |    | 12                    | デンバー → インスブルック                            | アメリカ合衆国 → オーストリア | ヨーロッパ            | 2月4日           | 2月15日         | [ 注 11 ] |
| 1976 | 21 |                       | モントリオール                                       | カナダ                        | 北アメリカ            | 7月17日          | 8月1日          |           |
| 1980 |    | 13                    | レークプラシッド                                     | アメリカ合衆国                | 北アメリカ            | 2月13日          | 2月24日         |           |
| 1980 | 22 |                       | モスクワ                                             | ソビエト連邦                  | ヨーロッパ            | 7月19日          | 8月3日          |           |
| 1984 |    | 14                    | サラエボ                                             | ユーゴスラビア                | ヨーロッパ            | 2月8日           | 2月19日         |           |
| 1984 | 23 |                       | ロサンゼルス                                         | アメリカ合衆国                | 北アメリカ            | 7月28日          | 8月12日         |           |
| 1988 |    | 15                    | カルガリー                                           | カナダ                        | 北アメリカ            | 2月13日          | 2月28日         |           |
| 1988 | 24 |                       | ソウル                                               | 韓国                          | アジア                | 9月17日          | 10月2日         |           |
| 1992 |    | 16                    | アルベールビル                                       | フランス                      | ヨーロッパ            | 2月8日           | 2月23日         |           |
| 1992 | 25 |                       | バルセロナ                                           | スペイン                      | ヨーロッパ            | 7月25日          | 8月9日          |           |
| 1994 |    | 17                    | リレハンメル                                         | ノルウェー                    | ヨーロッパ            | 2月12日          | 2月27日         |           |
| 1996 | 26 |                       | アトランタ                                           | アメリカ合衆国                | 北アメリカ            | 7月19日          | 8月4日          |           |
| 1998 |    | 18                    | 長野                                                 | 日本                          | アジア                | 2月7日           | 2月22日         |           |
| 2000 | 27 |                       | シドニー                                             | オーストラリア                | オセアニア            | 9月15日          | 10月1日         |           |
| 2002 |    | 19                    | ソルトレークシティ                                   | アメリカ合衆国                | 北アメリカ            | 2月8日           | 2月24日         |           |
| 2004 | 28 |                       | アテネ                                               | ギリシャ                      | ヨーロッパ            | 8月13日          | 8月29日         |           |
| 2006 |    | 20                    | トリノ                                               | イタリア                      | ヨーロッパ            | 2月10日          | 2月26日         |           |
| 2008 | 29 |                       | 北京                                                 | 中国                          | アジア                | 8月8日           | 8月24日         | [ 注 12 ] |
| 2010 |    | 21                    | バンクーバー                                         | カナダ                        | 北アメリカ            | 2月12日          | 2月28日         |           |
| 2012 | 30 |                       | ロンドン                                             | イギリス                      | ヨーロッパ            | 7月27日          | 8月12日         |           |
| 2014 |    | 22                    | ソチ                                                 | ロシア                        | ヨーロッパ            | 2月7日           | 2月23日         |           |
| 2016 | 31 |                       | リオデジャネイロ                                     | ブラジル                      | 南アメリカ            | 8月5日           | 8月21日         |           |
| 2018 |    | 23                    | 平昌                                                 | 韓国                          | アジア                | 2月9日           | 2月25日         |           |
| 2021 | 32 |                       | 東京                                                 | 日本                          | アジア                | 7月23日          | 8月8日          | [ 注 13 ] |
| 2022 |    | 24                    | 北京                                                 | 中国                          | アジア                | 2月4日           | 2月20日         |           |
| 2024 | 33 |                       | パリ                                                 | フランス                      | ヨーロッパ            | 7月26日          | 8月11日         | [ 注 14 ] |
| 2026 |    | 25                    | ミラノ・コルティナダンペッツォ                       | イタリア                      | ヨーロッパ            | 2月6日           | 2月22日         |           |
| 2028 | 34 |                       | ロサンゼルス                                         | アメリカ合衆国                | 北アメリカ            | 7月14日          | 7月30日         |           |
| 2030 |    | 26                    | フランスアルプス                                     | フランス                      | ヨーロッパ            | 2月8日           | 2月24日         |           |
| 2032 | 35 |                       | ブリスベン                                           | オーストラリア                | オセアニア            | 7月23日          | 8月8日          |           |
| 2034 |    | 27                    | ソルトレークシティー・ユタ                           | アメリカ合衆国                | 北アメリカ            | 2月10日          | 2月26日         |           |
| 2036 | 36 |                       | 開催地未定                                           | 開催国未定                    | 未定                  | 未定             | 未定            |           |

## 式典

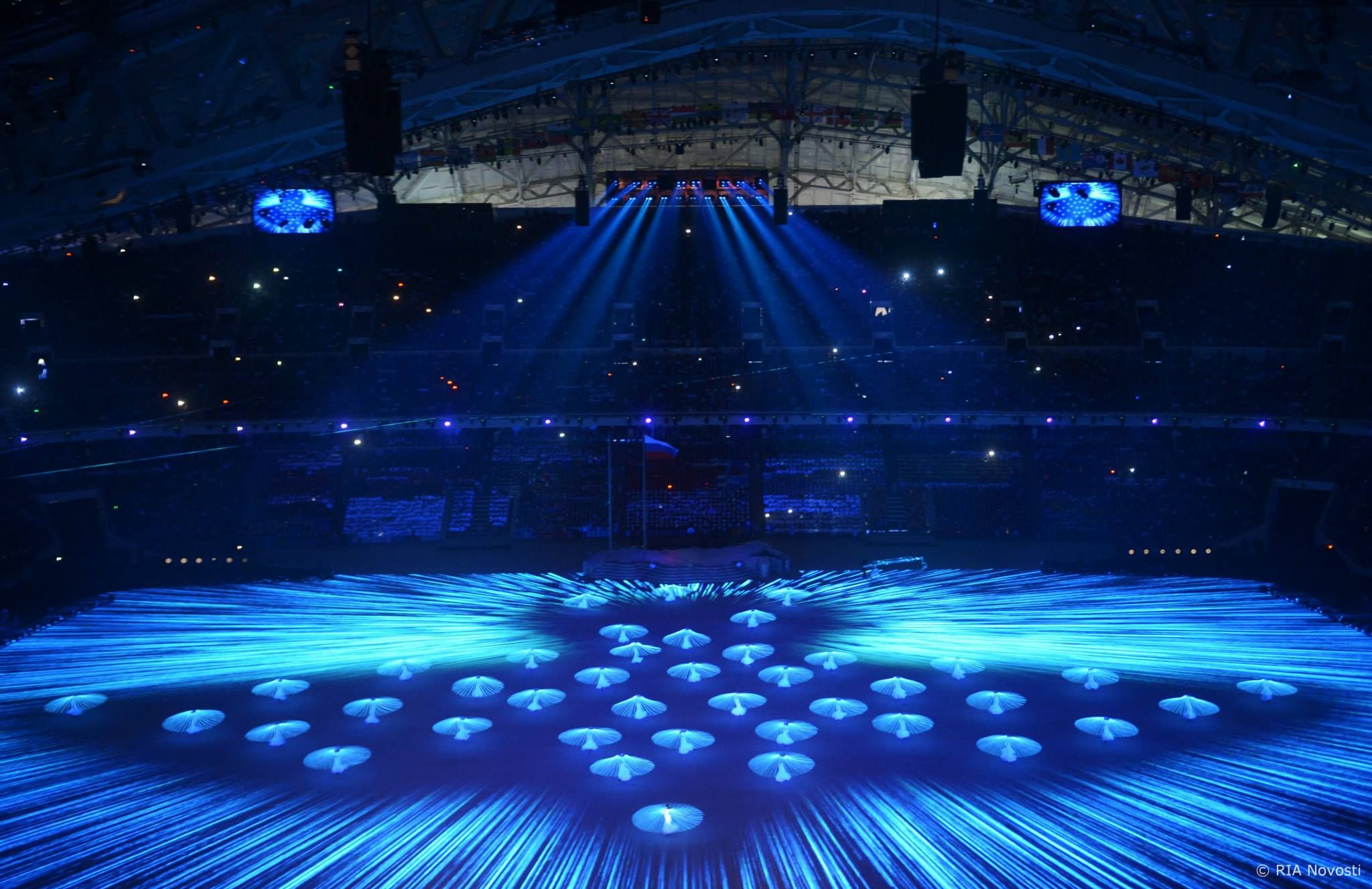
平和の象徴、鳩を表す群舞（2014年ソチ冬季オリンピックにて）。

### 開会式
開会式では、オリンピック賛歌を演奏することやオリンピック旗掲揚、開催国の国歌斉唱または演奏、走者達のリレーによる聖火点火、そして平和の象徴の鳩が解き放たれることがオリンピック憲章で規定されていた。しかし、聖火台で鳩を焼いてしまったソウル大会での一件や、外来生物への危惧や鳩の生息できる環境ではない場所（特に冬季オリンピック）でオリンピックが行われる事もあるなどの理由から動物愛護協会の反対もあり、1998年の長野大会からは風船やモニター映像、ダンスなどによる鳩飛ばし表現が恒例になった。2004年版以降のオリンピック憲章では、鳩の使用についての規定も削除された。ロンドン大会では、鳩のコスチュームをまとった人々が自転車に乗って登場し、そのうちの一人がワイヤーアクションで空中へ上昇した。
開会式の入場行進はオリンピックの発祥地であるギリシャの選手団が先導し、その後参加国は開催国の言語順に入場し、最後に開催国の選手団が入場する。ギリシャのアテネが開催地となった2004年は、まずギリシャの旗手のみが先導して入場し、最後にギリシャの選手団が入場していた。
開会宣言はオリンピック憲章55条3項により以下のとおり。
- 夏季オリンピック

私は、第○回（次）近代オリンピアードを祝し、オリンピック（開催都市名）大会の開会を宣言します。
- 冬季オリンピック

私は、第○回オリンピック冬季競技大会（開催都市名）大会の開会を宣言します。
使用される言語は開催国の任意であるが、内容の改変、アドリブは認められない。2002年のソルトレークシティオリンピックではジョージ・W・ブッシュ大統領が「（オリンピック開催国に選ばれたことを）栄誉とし、（その成功に）専心しつつ、かつ（その機会を得たことに対する）感謝の念に満ちたこの国を代表し（On behalf of a proud, determined and grateful nation）」の一節を付け加えて開会宣言したが、これはオリンピック憲章違反である。
なお、2021年の東京オリンピックでは日本国天皇徳仁は「オリンピアードを祝し、」の代わりに「オリンピアードを記念する、」と述べ、開会宣言がなされた。これは、新型コロナウイルス感染症（COVID-19）の世界的流行を踏まえ、IOCが和訳の一部を祝祭色の薄い言葉に変えるという判断をしたためである。
また、開催国国家元首による開会宣言の直後にその大会ごとのファンファーレが演奏されることが通例となっている。1984年のロサンゼルス大会のファンファーレ（ジョン・ウィリアムズ作曲）は世界的に有名となった。なお、あくまでその大会ごとのファンファーレであって、オリンピックの公式ファンファーレは存在しない。
なお、夏季大会では試合日程の関係で開会式の前に競技を開催するもの（例えばサッカーなど）がある。

### 閉会式
表彰式

## 大会の継続的運営と商業主義
大会の大規模化とともに開催に伴う開催都市と地元政府の経済的負担が問題となったが、ユベロスが組織委員長を務めた1984年のロサンゼルス大会では商業活動と民間の寄付を本格的に導入することによって、地元の財政的負担を軽減しオリンピック大会の開催を継続することが可能になった。それを契機とし、アディダスや電通などを始めとした企業から一大ビジネスチャンスとして注目されるようになった。
元々、オリンピックは発足当初からアマ選手のみに参加資格を限って来たが、旧共産圏（ソ連やキューバなど）のステートアマ問題などもあり、1974年にオーストリア首都ウィーンで開催された第75回IOC総会で、オリンピック憲章からアマチュア条項を削除した。さらに観客や視聴者の期待にも応える形で、プロ選手の参加が段階的に解禁されるようになった（当初はテニスなど限られていたが、後にバスケットボール、サッカー、野球などに拡大）。
1984年ロサンゼルス大会の後、フアン・アントニオ・サマランチ主導で商業主義（利権の生成、放映権と提供料の高額化）が加速したと言われたことがあり、またかつて誘致活動としてIOC委員へ賄賂が提供された事などが問題になったことがある。さらには、年々巨大化する大会で開催費用負担が増額する傾向があったがジャック・ロゲ会長の代になり、これまで増え続けていた競技種目を減らし、大会規模を維持することで一定の理解を得るようになった。
なお、現在のIOCの収入構造は47%が世界各国での放送権料で、また45%がTOPスポンサーからの協賛金、5%が入場料収入、3%がオリンピックマークなどのライセンス収入となっており、このうち90%を大会組織委員会と各国オリンピック委員会、各競技団体に配布する形で大会の継続的運用を確保している。

### 開催費用
（費用：アメリカ合衆国ドル）
| 開催年 | 開催都市           | 税金からの出資 | 総原価      | 当初予算  | 収益／損失                                        | 負債支払終了年 | 特記事項 |
| ------ | ------------------ | -------------- | ----------- | --------- | ------------------------------------------------- | -------------- | --- |
| 1976   | モントリオール     |                |             |           | 9億9000万ドル （約2900億円：1ドル=293円換算）損失 | 2016年11月     | |
| 1984   | ロサンゼルス       |                |             |           | 2.5億ドル収益                                     | 1984年         | 近代オリンピックで最も商業的に成功した大会と看做されている                                                                 |
| 1988   | ソウル             |                |             |           | 3億ドル                                           | 1988年         | 政府が運営した大会としての最高収益記録である。                                                                             |
| 1992   | バルセロナ         |                |             |           | 5億ドル利益                                       | 1992年         | |
| 1994   | リレハンメル       |                |             |           |                                                   |                | |
| 1996   | アトランタ         | 5億ドル        | 18億ドル    |           | 1000万ドル                                        | 1996年         | 収益は生んだものの、アトランタ大会での企業後援への大きな依存はオリンピックが過度に商業化されているとの批判を引き起こした。 |
| 1998   | 長野               |                |             |           |                                                   |                | |
| 2000   | シドニー           |                |             |           | 17億ドル                                          |                | |
| 2002   | ソルトレイクシティ |                | 12億ドル    |           | 1億ドル                                           | 2002年         | 大会の5ヶ月前に発生したアメリカ同時多発テロ事件の影響により、追加の警備費用が発生した。                                    |
| 2004   | アテネ             |                | 150億ドル   | 6億ドル   |                                                   |                | 大会後から2008年まで、ヴェロドローム、ソフトボールスタジアムは未使用                                                       |
| 2006   | トリノ             |                | 36億ドル    |           |                                                   |                | |
| 2008   | 北京               |                | 430億ドル   |           |                                                   |                | |
| 2010   | バンクーバー       |                |             | 1.6億ドル |                                                   |                | 推測総費用：10億ドル |
| 2012   | ロンドン           |                | 190億ドル   |           |                                                   |                | |
| 2014   | ソチ               |                | 約500億ドル |           |                                                   |                | |
| 2016   | リオデジャネイロ   |                |             |           |                                                   |                | |
| 2020   | 東京               |                |             | 3013億円  |                                                   |                | |

## 問題点

### 平和の祭典という根本目的に反する出来事
オリンピックは平和の祭典であるが、その本来の目的とは逆に、IOC側の意図や予想を超えて、戦争遂行のための国威発揚やプロパガンダに利用されてしまったり、民族と民族の争い事の場にされてしまうということが起きている。
特にナチスドイツのヒトラー政権下による1936年ベルリンオリンピックは、オリンピックの持つ大きな影響力が、ヒトラーによって巧妙に利用されてしまい、ドイツ国民の心理操作の道具のひとつとして使われてしまった。ヒトラーが雇った監督によって大会中にフィルム撮影が行われたが、その後編集され出来上がった映画作品『オリンピア』は、オリンピックを本来の平和の祭典として扱うのではなく、ヒトラー好みの意味内容になるように勝手に「民族の祭典」という意味に見えるように編集してしまっており、ドイツ人の民族主義的感情を高揚させ戦争へと駆り立てるための道具のひとつとして映画館で繰り返し上映されたのであり、オリンピックが平和目的ではなく、真反対の、戦争目的で使われてしまった。また皮肉なことに、聖火リレーのルートも、後日ドイツ国防軍がそのまま逆進したとされる。
またオリンピックの間は戦争を止めるというオリンピック休戦の意義が人々に理解されず、1972年にはオリンピックの場そのものが、ミュンヘン大会におけるテロ事件の事件現場になってしまった。1996年のアトランタ大会でもオリンピック公園を標的としたテロが発生した。
冷戦期におけるモスクワ大会、ロサンゼルス大会の西側諸国・東側諸国による大規模ボイコット合戦、冷戦下、1970年代後半から1980年代にかけてのアフガニスタン紛争が起きていた時期には、東西の「ボイコット合戦」という、形を変えてはいるが、東西陣営の醜い争い事がオリンピックの場で起きてしまった。
また国際オリンピック委員会は世界平和の実現と、人権の尊重、差別の撲滅などを推進する「オリンピックムーヴメント」を推進することをかかげているが、オリンピックムーヴメントの理念にそぐわない国が開催することに異議を唱える運動もしばしば起こり、2008年の北京大会では大会に反対するデモが相次いだ。また2014年ソチ冬季大会ではロシアの「ゲイ・プロパガンダ禁止法」（en）に抗議してアメリカ、ドイツ、フランスなど欧米諸国の首脳が開会式を欠席した。このような政治問題を抱えてしまっているオリンピックは「平和の祭典」とは言えないとも指摘されている。

### 国威発揚のための悪用
最初にオリンピックを政治的に利用し、国威の発揚、民族主義の高揚、戦争開始のためなどに悪用したのは1936年ベルリンオリンピックの際のアドルフ・ヒトラーであるが、戦後にオリンピックが世界的なイベントとして認知されると、国威発揚のために政治的に利用する国が多くなった。
オリンピック憲章ではオリンピックの政治的利用は禁止とされているが、選手たちの表彰式の際、優勝国(金メダル取得国)の国歌が流れ、その国の国旗が掲揚されてしまっている。オリンピックの場でこの儀式が行われてしまっていることに対して疑問を呈する人々がおり、1936年のベルリン大会のマラソン競技で日本統治時代の朝鮮から「日本代表」として出場し優勝した孫基禎も、強く疑問視していた。
共産主義時代のソ連や東欧諸国では国威発揚の為国家の元でオリンピック選手を育成し（いわゆる「ステート・アマ」）、メダルを量産してきた。共産主義が崩壊した今でもその傾向は続いており、2016年のリオデジャネイロ大会の前にはロシアが国家主導で過去の大会においてドーピング行為を行ったことが判明した（ドーピング問題については後述）。政治利用を防ぐため1968年メキシコ五輪時のIOC総会で表彰式での国旗・国歌を廃止する案が提出されたが、（国威発揚のための利用しつづけている）共産圏の反対により否決された。
冷戦後でも同様で、中露ではもちろんのこと、アメリカ合衆国でも2002年の冬季ソルトレークシティ大会の開会式の際は前年の米国同時多発テロで崩壊したニューヨーク世界貿易センタービルの跡地から発見された星条旗が入場させている。

### 過熱化する招致合戦と賄賂問題
1988年大会は有利と言われていた名古屋を抑えてソウルが開催地に選ばれたが、その裏ではソウル関係者のIOC委員への過剰な接待がなされていたとされる。1998年には、ソルトレークシティ大会の組織委員会が、カメルーンのIOC委員の子どもの奨学金を肩代わりしていた贈賄事件が発覚。翌1999年には、オーストラリア大会の招致責任者がウガンダとケニアのIOC委員に金銭を支払っていたことも発覚した。これを受け、複数のIOC委員が除名された。2017年には、ブラジルオリンピック委員会のカルロス・ヌズマン会長が、リオデジャネイロ大会招致にあたりIOC委員に金銭を支払っていたとして逮捕され、ブラジル検察によって起訴されている。またブラジル検察は、東京大会招致委員会からIOC関係者への送金についても明らかにし、買収目的だったと指摘している。ただし、開催費の高騰から、近年は立候補都市が減少している。

### 莫大な開催費
1976年のモントリオール大会では大幅な赤字を出し、モントリオールは2006年までの30年間にわたり特別税を徴収し、債務の返済を行った。また2004年のアテネ大会では施設建設費の多くを国債で賄った結果、2010年のギリシャ危機の一因ともなった。前述のとおり、こうした莫大な開催費用が敬遠され、近年は立候補都市が減少している。

### 不況懸念
オリンピック・万博・FIFAワールドカップなどイベント後には、イベントのための公共投資、それに付随した民間投資・民間消費需要が落ち込むため不況となるという説がある。経済学者の原田泰によれば、「東京オリンピック以外にオリンピック後に不況となったという事実は観測されていない」「日本の冬季オリンピックや世界のオリンピック前後の景気を見ても、不況となったケースは少ない。万博についても同じであり、万博後に不況となる確率が高いのは日本のみである」と指摘している。

### スポンサーやテレビ局への優遇
1984年のロサンゼルス大会からは、商業主義を取り入れることとなった。この方式は成功したが、一方でIOCが、競技者よりも、金銭を提供するテレビ局やスポンサーを優遇する問題が生じている。2008年の北京大会ではアメリカのテレビ局NBCの意向で、アメリカでの視聴率が取りやすいように（北京の午前はアメリカの夜のゴールデンタイムになるため）一部の競技の決勝が午前中に開催された。2018年の平昌大会ではその傾向が顕著になり、スキージャンプ競技は深夜の風の強いコンディションで行われ、更に普通夕方～夜に行われるフィギュアスケートは午前から競技開始と異例の競技時間となった。2020年の東京大会でも、NBAやメジャーリーグベースボールなどアメリカ国内の他プロスポーツとの兼ね合いから開催時期を7～8月に設定した結果、後に猛暑から選手の健康を守るという観点で開催9ヵ月前にも関わらず、男女マラソンや競歩の開催地を東京から札幌市に移す一因にもなった。しかし、一方でアメリカの地上波テレビ局は視聴者が少なくなる7～8月には人気番組を放送したがらない。後述の#アンブッシュマーケティング規制の問題は、スポンサーにのみオリンピックへの言及を許し、一般企業がオリンピックを応援することを規制しようとする試みである。

### ボランティアという無給労働
大会の運営には、数万人のボランティアが動員される。IOCも大会ボランティアの必要性を認めており、開会式あるいは閉会式には、ボランティアへの謝意が示される。しかしボランティアは無給であり、さらに開催地への滞在費などは自己負担であり、長期にわたって拘束される。そのため、2016年リオデジャネイロオリンピックでは、5万人のボランティアのうち1万5000人が欠勤した。その理由は過酷な労働条件が「参加するに値しない」と判断されたためであった。
著述家の本間龍は、現在の商業五輪において、様々な労働条件を付帯した無償ボランティアを募集することは、自発性、非営利性、公共性が求められるボランティアの本来の趣旨に反していると指摘し、「善意で集まってくるボランティアを徹底的に使役しようとしている」、「五輪という美名のもとにあらゆる資格の価値を無視し、すべて無償で調達しよう」としているとして批判している。また、2020年東京五輪組織委員会のボランティア募集の呼びかけに応じた教育機関や医療関係団体が、学生や加盟者にボランティア参加要請することについては、「思慮がない」「無責任」と批評している。

### ドーピング問題
1960年のローマ大会の自転車競技で競技後選手に死者がでたが、その選手は後に興奮剤のアンフェタミンを投与されていたことが判明した。これをきっかけにIOCはドーピング対策に本腰を上げる事になったが、ドーピング問題を世界に知らしめたのは1988年のソウル大会でベン・ジョンソンが100m走で世界新記録を出しながら、競技後のドーピング検査で禁止薬物のスタノゾロールが発見されて失格になってからである。その後1999年には世界アンチ・ドーピング機関（WADA）が設立されドーピングへの取り締まりが強化されたが、科学技術の進歩を背景にドーピング検査に引っかからない薬物等の開発とそれを取り締まる検査法の開発…といったイタチごっこの状態が続き、2016年のリオデジャネイロ大会の直前にはロシアが国家主導で過去の大会でドーピングを行ったとWADAより発表されてロシア選手団389人のうち118人が出場できないという事態となった。

### アンブッシュマーケティング規制の問題

#### オリンピック委員会側が主張する問題
国際オリンピック委員会は、無関係の会社や店舗などの組織が「オリンピックを応援する」などと言うことは、実際は応援では無くオリンピックの知名度等を不正に利用する「アンブッシュマーケティング」であると称し、禁止をしている。その理由としてオリンピックの公式スポンサー（ワールドワイドパートナー、ゴールドパートナー、オフィシャルパートナー、オフィシャルサポーター。#The Olympic Partners programme）のみが排他的な商業的利用権が与えられていると述べている。

#### 他組織の見解主張
日本広告審査機構（JARO）は、「いかなる文言を使用しようとも、商業広告で2020年のオリンピック東京大会を想起させる表現をすることは、アンブッシュ・マーケティング（いわゆる便乗広告）として不正競争行為に該当するおそれがあり、JOC（日本オリンピック委員会）やIOC（国際オリンピック委員会）から使用の差し止め要請や損害賠償請求を受ける可能性がある」との見解を出しており、「東京オリンピック・パラリンピックを応援しています」という直接的な表現以外に「祝・夢の祭典」「2020円キャンペーン」など間接的に連想できる物もアンブッシュマーケティングである可能性であることを示唆している。
ライターで1級知的財産管理技能士の友利昴はオリンピック委員会の規制には根拠がないことが明らかにしている。過去の裁判やトラブル事例から「キャンペーンや抗議行動の態度からうかがえる、非常に旺盛な権利保護方針の割には、実際にはなんでもかんでも訴えているわけではない」と指摘し、アンブッシュマーケティングをめぐり訴訟になった数少ない裁判では、IOC側が敗訴していることを挙げている（オーストラリア、カナダ）。また上記のJAROの見解はIOCやJOCへの忖度に過ぎないとして、（JAROが正しい法的検討をせずに）「逃げを打つのは、広告業界の指針となるべき団体として、適切な姿勢といえるだろうか」と批判している。
日本の商標権に関する規則では登録商標は同一又は類似した商品・役務の登録商標にのみ独占権があるとしており、オリンピックそのもの（大会や委員会）を示すために使うことは合法であるとしている。飲食店の屋号や商品の表示として権利者に許可無く「オリンピックレストラン」、「オリンピック公式レストラン」、「オリンピック公式テレビ」、「オリンピックテレビ」などと表示するのは違法だが、本物のオリンピックに対して「オリンピックを見ながら飲食しましょう」、「本テレビでオリンピックを観ましょう」と宣伝するのは問題無いとしている（商標としての独占であり、言葉の独占では無い）。
著作権法上では公式のロゴやマークを許可無く利用する事は一般的に禁止されており、オリンピックも同様である。店内でのオリンピック競技の放映をオリンピック委員会の許可無く行う事は禁止されているが、誰でも見られる放送をそのまま店内の民生用機器で再生する事は一般的な権利として認められる。このため、テレビ放映されているオリンピックの映像を店内で流すことに関しては問題が無い。この場合は放送局がオリンピック委員会に放送するという事で利用料を払っている。

### 設備の維持管理
開催に向けて土地を工面し巨額な建設費をかけて完成した競技会場及び関連施設が、大会終了後は維持管理先が決まらなかったり、再活用や運営が予定通りに進まず資金面などで維持管理が困難になる結果、レガシーとして残されずに撤去されたり廃墟化するケースがある。

## オリンピックパートナープログラム
英: The Olympic Partners（略してTOP）programmeとは、特定カテゴリーを一社で独占できるようなグローバルなスポンサーシップのことである。元々、オリンピックマークの商業使用権は各国の国内オリンピック委員会（NOC）が各々で管理をしていたが、サマランチ会長がIOCの一括管理にした事から1988年の冬季カルガリー大会と夏季ソウル大会から始まったプログラムで、オリンピックの中でも全世界的に設けられた最高位のスポンサーである。基本的には4年単位の契約で1業種1社に限定されており、毎回計9〜11社ほどが契約を結んでいる。なお、2019年にノンアルコール飲料で長らくスポンサー契約を続けてきたザ コカ・コーラ カンパニーが蒙牛乳業と共同で2021年以降のスポンサー契約を結んでおり、IOCは特例としてこれを認めている。
この他にも、各国のオリンピック委員会とオリンピック組織委員会が国内限定を対象とした「ゴールドスポンサー」（1社数十億円程度）、権利はゴールドスポンサーと同様だがTOPと競合しない事が条件の「オフィシャルサプライヤー/サポーター」（1社数億円程度）、グッズの商品化のみが可能な「オフィシャルライセンシー」がある。
2025年現在、
- ABインベブ（アルコール飲料）[64]
- Airbnb（SNS）[65]
- アリババグループ（ECサービス、情報技術）
- アリアンツ（保険）
- コカ・コーラ／ 蒙牛乳業（ノンアルコール飲料、乳製品）
- デロイト トウシュ トーマツ（会計事務所）
- オメガ（時計、計時、採点システム）
- P&G（家庭用品）
- サムスン（無線通信機器）
- TCL（AV機器、白物家電）
- Visa（クレジットカード他決済システム）

の11分野12社が名を連ねている。
The Olympic Partners（TOP）は指定された製品カテゴリーの中で独占的な世界規模でのマーケティング権利と機会を受ける事ができる。また、IOCやNOC、オリンピック組織委員会といった関係団体と共に商品開発などをする事も可能である。
なお、TOPはすべての大会の権利使用許可、大会放送での優先的な広告機会、大会への接待機会、便乗商法からの権利保護、大会会場周辺での商業活動、公式スポンサーとしての認知機会が与えられる。

### スポンサーを巡るトラブル
2012年に開催されたロンドンオリンピックにおいて、同オリンピック組織委員会の会長がBBCのラジオ番組において、「（公式スポンサーであるコカ・コーラの同業他社の）ペプシのロゴ入りTシャツを着ている観戦者は競技場に入れないだろう」と発言したために問題となり、ロンドン市などが火消しに追われた。
2021年にはカシマサッカースタジアム（茨城県鹿嶋市）で行われる予定の東京オリンピックサッカー競技の観戦を巡り、一部の学校において、児童生徒がペットボトルをスタジアムに持ち込む際に出来るだけ（公式スポンサーである）コカ・コーラ社製とするように保護者に対して文書で通知していることがTwitter上で拡散し、批判が出る事態となった。鹿嶋市の教育委員会によると、実際は混乱防止の観点から、メーカーを問わず、飲料のラベルを一律で剥がすように指示していた。また選手村では（公式クレジットカードの）VISAカード以外は使用出来ない。

## 日本との関わり
日本が初めて参加したのは、1912年に開催されたストックホルム大会である。これはオリンピックの普及に腐心したクーベルタン男爵の強い勧めによるものであるが、嘉納治五郎を初めとする日本側関係者の努力も大きかった。最初は男子陸上のみによる参加であったが、アムステルダム大会からは女子選手も参加した。アムステルダム大会から日本国の予算で選手渡航費が計上された。それまでは自費で渡航していた。
なお、ストックホルム夏季大会で嘉納治五郎は日本人初のIOC委員として参加し、また男子陸上の選手として参加したのは短距離の三島弥彦とマラソン選手の金栗四三で、この2名が日本人初のオリンピック選手として大会に参加した。
日本選手のメダル獲得、ベルリン大会から始まったラジオ実況中継、聖火ランナーなどにより、日本での関心が増し、1940年の夏の大会を東京に、1940年の冬の大会を札幌に招致する事に成功したが、これらの大会は日中戦争（支那事変）の激化もあり自ら開催権を返上した。戦後のロンドン大会には戦争責任からドイツと共に日本は参加を許されず、ヘルシンキ大会より復帰している。
日本国内での開催は、夏季オリンピックを東京で2度（1964年、2021年）、冬季オリンピックを札幌（これらはそれぞれアジア地区で最初の開催でもある）および長野で行っている。なお、世界で初めて夏季・冬季両方のオリンピックの開催地となった都市は、長野県の軽井沢町である。

### 報奨金
日本オリンピック委員会は、1992年アルベールビルオリンピック以降のオリンピック金メダリストに300万円（2016年リオデジャネイロオリンピックからは500万円）、銀メダリストに200万円、銅メダリストに100万円の報奨金を贈っている。

## 五輪という訳語
五輪（ごりん）という訳語は、近代オリンピックのシンボルマークである5色で表現した5つの輪と宮本武蔵の『五輪書』の書名を由来として、読売新聞記者の川本信正が1936年に考案した。同1936年7月25日付の読売新聞夕刊に掲載された「五輪旗 伯林に着く」との見出しが、新聞紙面において「オリンピック」を「五輪」と紙面で初めて表記された例である。川本信正は後年のインタビューの中で『以前から五大陸を示すオリンピックマークからイメージしていた言葉と、剣豪宮本武蔵の著「五輪書」を思い出し、とっさに「五輪」とメモして見せたら、早速翌日の新聞に使われた』と述べている。